# Survivor Series (2009)
Survivor Series 2009 foi a vigésima terceira edição do evento Survivor Series, produzido em formato pay-per-view (PPV) pela empresa de wrestling profissional WWE. Aconteceu no dia 22 de novembro de 2009 no Verizon Center em Washington, D.C.. O evento contou com a presença do talento dos programas RAW, SmackDown, e ECW.

## Antes do evento

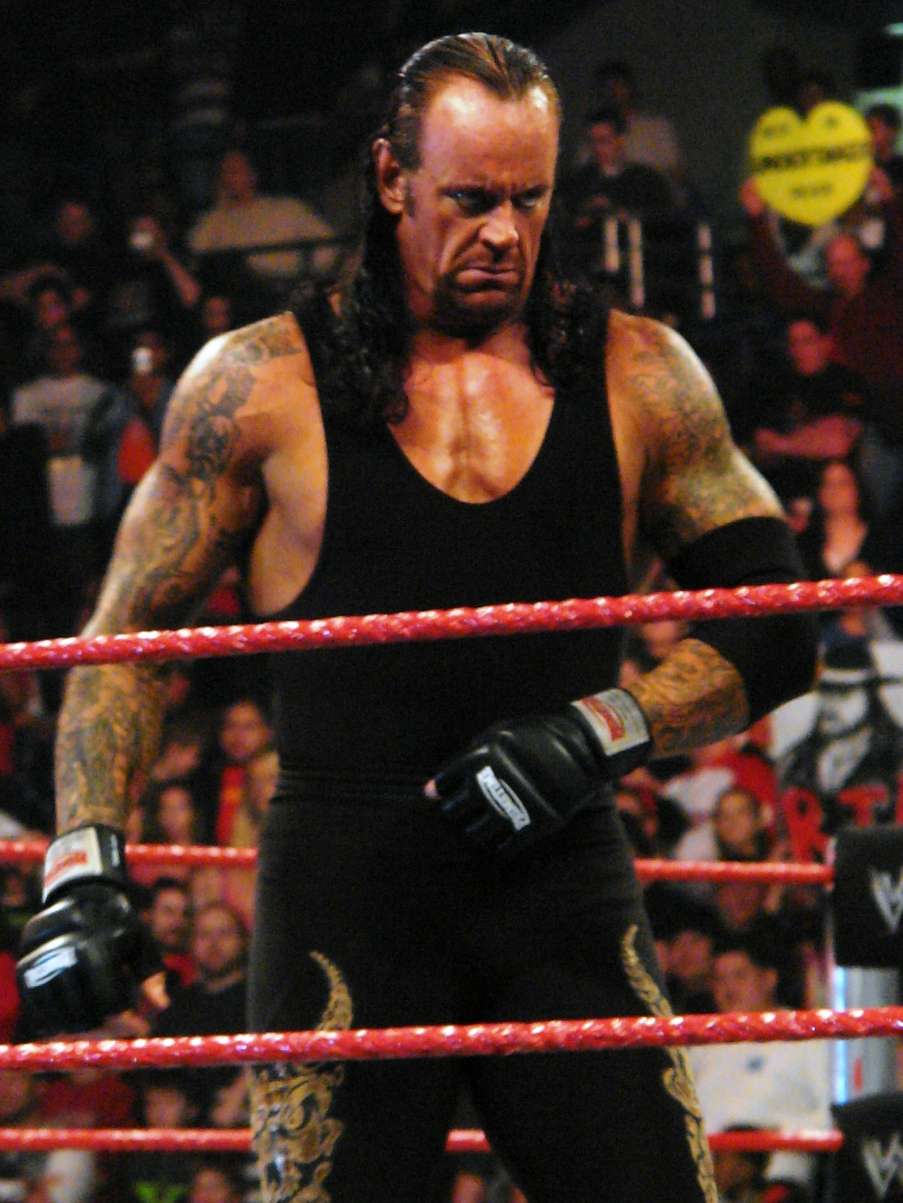
Undertaker (foto) defendeu seu título frente a The Big Show e Chris Jericho

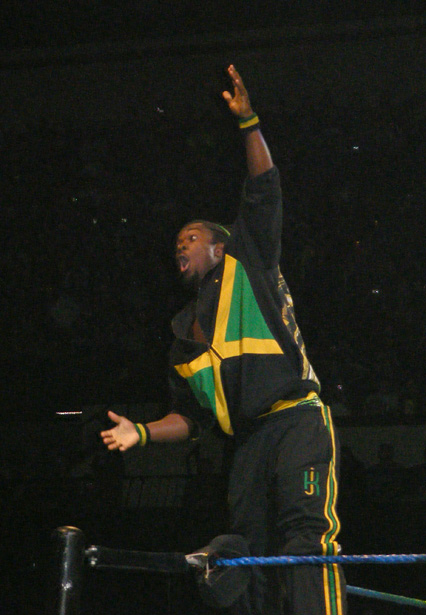
Kofi Kingston (foto) liderou uma equipe contra outra liderada por Randy Orton.

No WWE Bragging Rights, John Cena derrotou Randy Orton em uma Iron Man match, se tornando o novo WWE Champion. No Monday Night Raw do dia seguinte, os guest hosts Joey Logano e Kyle Busch, aconselhados por Hornswoggle marcaram para o Survivor Series uma Triple Threat match pelo título, entre Cena, Triple H e Shawn Michaels.
No mesmo pay-per-view, o time do Raw foi derrotado pelo time do SmackDown, graças a traição de Big Show, que atacou Kofi Kingston durante a luta. No dia seguinte, Show anunciou que por ter ajudado o time do SmackDown, Theodore Long, o general manager do SmackDown lhe deu uma luta no Survivor Series, contra The Undertaker pelo World Heavyweight Championship. Na edição seguinte do SmackDown, Chris Jericho derrotou Kane, entrando na luta, tornando-a uma Triple Threat match.
Durante a Fatal Four-Way no Bragging Rights pelo World Heavyweight Championship, Rey Mysterio impediu Batista de realizar o pinfall em Undertaker e se tornar campeão. Após a luta, Batista atacou Mysterio. Isso os levou a uma luta no Survivor Series.
Numa edição da RAW, Kofi Kingston destruiu o carro novo de Randy Orton (kayfabe), e na RAW da semana seguinte, eles se enfrentaram numa six-man tag team match, entre Equipe Orton e Equipe Kingston, então, para o Survivor Series, foi adicionado ao card Team Orton vs. Team Kingston, na tradicional luta anual Survivor Series match.

## Lutas

### Eventos preliminares
Na dark match, Santino Marella derrotou Chavo Guerrero.
A luta seguinte foi uma Survivor Series match entre a Team Miz e Team Morrison. As eliminações ocorreram na seguinte ordem: Evan Bourne derrotou Dolph Ziggler por pinfall; Drew McIntyre derrotou Evan Bourne por pinfall; Sheamus derrotou Finlay por pinfall; John Morrison derrotou Jack Swagger por pinfall; The Miz derrotou Shelton Benjamin por pinfall; Drew McIntyre derrotou Matt Hardy por pinfall; Sheamus derrotou John Morrison por pinfall. Os sobreviventes da Team Miz foram Drew McIntyre, Sheamus e The Miz.
A próxima luta foi Batista contra Rey Mysterio. Assim que o sinal foi tocado Rey partiu para cima de Batista e depois de um chute no joelho dele já partiu para um 619 do qual Batista escapou saindo do ringue. De volta ao ringue Batista tentou um Batista Bomb da qual Rey escapou e tentou o 619 novamente, mas Batista segurou suas pernas e tentou novamente o Bomb. Rey novamente escapou e jogou Batista para fora. Rey correu e acertou um Baseball Slide. De volta ao ringue Rey conseguiu o 619 e subiu no corner, fez referência a Eddie Guerrero, a platéia vaiou, Rey partiu para o splash, mas Batista o segurou e aplicou seu Batista Bomb. A multidão aplaudiu Batista que ficou olhando para Rey, tirou as cotoveleiras e aplicou um segundo Batista Bomb. A multidão começou a gritar One More Time!! e assim Batista fez para delírio da multidão. Rey ficou sem condição de lutar e Batista foi declarado o vencedor.  Depois do fim da luta médicos e funcionários da WWE cercaram Rey, Batista pegou uma cadeira colocou todo mundo pra correr e depois sentou, passado um tempo foi até Rey, o pegou e aplicou nele um Powerslam na cadeira. A torcida ainda gritava One More Time mas Batista se dirigiu aos backstages sob aplausos, mas antes de sair completamente ainda se virou para ver Rey sendo colocado na maca.

## Resultados
| Dark                                         | Santino Marella derrotou Chavo Guerrero | Luta indiivdual                                        |
| 1                                            | Time Miz (The Miz, Drew McIntyre, Sheamus, Dolph Ziggler e Jack Swagger) derrotou Time Morrison (John Morrison, Matt Hardy, Evan Bourne, Shelton Benjamin, e Finlay) | Luta de eliminação de quintetos                        |
| 2                                            | Batista derrotou Rey Mysterio. | Luta individual                                        |
| 3                                            | Time Kingston (Kofi Kingston, MVP, Mark Henry, R-Truth e Christian) derrotou Time Orton (Randy Orton, Cody Rhodes, Ted Dibiase, CM Punk e William Regal)             | Luta de eliminação de quintetos                        |
| 4                                            | The Undertaker (c) derrotou The Big Show e Chris Jericho. | Luta Triple Threat pelo World Heavyweight Championship |
| 5                                            | Time Mickie (Mickie James, Eve Torres, Kelly Kelly, Melina e Gail Kim) derrotou Time Michelle (Michelle McCool, Jillian Hall, Beth Phoenix, Layla e Alicia Fox)      | Luta de eliminação de quintetos                        |
| 6                                            | John Cena (c) derrotou Shawn Michaels e Triple H. | Luta Triple Threat pelo WWE Championship               |
| (c) - Refere-se aos campeões antes das lutas | |                                                        |

### Survivor Series Matches
| # | Eliminado                                              | Time          | Eliminado por: | Modo de eliminação    |
| - | ------------------------------------------------------ | ------------- | -------------- | --------------------- |
| 1 | Dolph Ziggler                                          | Team Miz      | Evan Bourne    | Air Bourne            |
| 2 | Evan Bourne                                            | Team Morrison | Drew Mclntyre  | Future Shock DDT      |
| 3 | Finlay                                                 | Team Morrison | Sheamus        | Brougue Kick          |
| 4 | Jack Swagger                                           | Team Miz      | John Morrison  | Starship Pain         |
| 5 | Shelton Benjamin                                       | Team Morrison | The Miz        | Skull Crashing Finale |
| 6 | Matt Hardy                                             | Team Morrison | Drew Mclntyre  | Future Shock DDT      |
| 7 | John Morrison                                          | Team Morrison | Sheamus        | Celtic Cross          |
|   | Survivors: The Miz, Sheamus e Drew Mclntyre (Team Miz) |               |                |                       |

| # | Eliminado                                | Time          | Eliminado por: | Modo de eliminação  |
| - | ---------------------------------------- | ------------- | -------------- | ------------------- |
| 1 | Mark Henry                               | Team Kingston | Randy Orton    | RKO                 |
| 2 | R-Truth                                  | Team Kingston | CM Punk        | GTS                 |
| 3 | Ted Dibiase                              | Team Orton    | Christian      | Roll-up             |
| 4 | William Regal                            | Team Orton    | MVP            | Chute na cabeça     |
| 5 | MVP                                      | Team Kingston | Cody Rhodes    | Cross Rhodes        |
| 6 | Cody Rhodes                              | Team Orton    | Christian      | Kiwss Switch        |
| 7 | Christian                                | Team Kingston | Randy Orton    | RKO                 |
| 8 | CM Punk                                  | Team Orton    | Kofi Kingston  | Roll-up             |
| 9 | Randy Orton                              | Team Orton    | Kofi Kingston  | Trouble in Paradise |
|   | Survivors: Kofi Kingston (Team Kingston) |               |                |                     |

| # | Eliminado                                      | Time          | Eliminado por:  | Modo de eliminação    |
| - | ---------------------------------------------- | ------------- | --------------- | --------------------- |
| 1 | Layla                                          | Team Michelle | Kelly Kelly     | K2                    |
| 2 | Gail Kim                                       | Team Mickie   | Michelle Mccool | Faith Breaker         |
| 3 | Jillian Hall                                   | Team Michelle | Eve Torres      | Diving Sunset Flip    |
| 4 | Eve Torres                                     | Team Mickie   | Beth Phoenix    | Glam Slam             |
| 5 | Kelly Kelly                                    | Team Mickie   | Beth Phoenix    | Glam Slam             |
| 6 | Beth Phoenix                                   | Team Michelle | Mickie James    | Crucifix Pin          |
| 7 | Alicia Fox                                     | Team Michelle | Mickie James    | Lou Thesz press       |
| 8 | Michelle Mccool                                | Team Michelle | Melina          | Sunset flip powerbomb |
|   | Survivors: Mickie James & Melina (Team Mickie) |               |                 |                       |